# Thillombois
Thillombois is een gemeente in het Franse departement Meuse (regio Grand Est) en telt 36 inwoners (2009).
De gemeente maakt deel uit van het arrondissement Commercy en sinds maart 2015 van het toen opgerichte kanton Dieue-sur-Meuse. Daarvoor was het deel van het toen opgeheven kanton Pierrefitte-sur-Aire.
Bezienswaardig is het Kasteel van Thillombois.

## Geografie
De oppervlakte van Thillombois bedraagt 12,0 km², de bevolkingsdichtheid is dus 3 inwoners per km².
De onderstaande kaart toont de ligging van Thillombois met de belangrijkste infrastructuur en aangrenzende gemeenten.

## Demografie
Onderstaande figuur toont het verloop van het inwonertal (bron: INSEE-tellingen).